# Liesbeth Maris
Liesbeth Maris (Hasselt, 1 juni 1987) is een Belgisch bestuurder en politica voor de CD&V.

## Levensloop
Maris studeerde aan de Katholieke Universiteit Leuven, alwaar ze in 2014 een postgraduaat familiale bemiddeling behaalde. Na haar studies ging ze aan de slag als parlementair medewerker van Sonja Claes in het Vlaams Parlement, een functie die ze uitoefende tot mei 2019. Daarnaast volgde ze op 24 oktober 2017 Els Van Hoof op als voorzitster van Vrouw & Maatschappij.
Ze nam voor het eerst deel aan verkiezingen tijdens de lokale verkiezingen van 2018 toen ze kandidaat was voor de gemeenteraad van Houthalen-Helchteren en de Limburgse provincieraad. Ze werd vervolgens verkozen als gemeenteraadslid, maar niet als provincieraadslid. Bij de Europese verkiezingen van mei 2019 was ze tweede opvolger en in augustus 2019 ging ze aan de slag als kabinetschef van burgemeester Johan Sauwens te Bilzen. In oktober 2019 volgde ze Steven Matheï op als provincieraadslid van Limburg.